# Didymoprium borreri
Didymoprium borreri là một loài Song tinh tảo trong họ Desmidiaceae, thuộc chi Didymoprium.